# Eine Überstunde gute Laune
Eine Überstunde gute Laune ist der Nachfolger des Comedy-Albums Eine 2. Stunde gute Laune von den DDR-Komikern Herricht & Preil. Es erschien 1988 bei Litera auf Kassette und Schallplatte. Dies ist die letzte Herricht-&-Preil-Platte aus der DDR. Alle Aufnahmen sind Live-Mitschnitte von verschiedenen DDR-Bühnen.

## Titelliste
1. Die Schachpartie 5:00
2. Die Fahrschule 6:09
3. Perfunieren 4:37
4. Jagdszene 9:08
5. Kochszene 4:53
6. Der Tippschein 9:06
7. Der Weihnachtsmann 8:59
8. Reisebekanntschaft 11:20

## Inhalt der Sketche
- Die Schachpartie: Preil erklärt Herricht, wie man Schach spielt, dies begreift Herricht jedoch nicht.
- Die Fahrschule: Herricht möchte seinen Führerschein machen, deshalb möchte Preil ihn wichtige Dinge abfragen.
- Perfunieren: Herricht, der keine Fremdsprachen spricht, überrascht Preil mit dem erfundenen Wort Perfunieren.
- Jagdszene: Preil möchte Herricht zeigen, wie man mit einem Gewehr auf die Jagd geht.
- Kochszene: Herricht möchte einen Hasen kochen.
- Der Tippschein: Herricht und Preil diskutieren, bei welchen Sportarten sie wetten möchten.
- Der Weihnachtsmann: Preil zeigt Herricht, wie man einen Weihnachtsmann spielt.
- Reisebekanntschaft: Preil möchte mit dem Zug nach Ungarn fahren und zeigt Herricht, wie man in einem Zug fremde Menschen kennenlernen kann.